# Laura Charameda
Laura Charameda, née le 17 juin 1964, à Marshall dans le Michigan est une coureuse cycliste américaine.

## Palmarès
- 1992
  -  Championne des États-Unis du critérium
  - 4e étape de Omloop van 't Molenheike
  - 1re étape et 2e étape du Grand Prix de Beauce
  - Tour de Somerville
  - 2e de Westfriese Dorpenomloop
  - 3e de l'Omloop van 't Molenheike
- 1993
  - 3e et 11e étapes de Ronde van de EG
  - 3e étape du Bisbee Tour
  - 2e étape du Women's Challenge
  - 4e étape de la Fitchburg Longsjo Classic
  - 4e étape du Tour de Toona
  - 2e de l'Omloop van 't Molenheike
  -  Médaillé de bronze du championnat du monde sur route
- 1994
  - 3e, 7e et 8e étapes de Tour de Thuringe
  - 4e étape de la Redlands Bicycle Classic
  - 5e étape de la Killington Stage Race
- 1995
  -  Championne des États-Unis du critérium
  - Tour de Thuringe :
    - Classement général
    - Prologue b et 1re étape

  - Ronde van Ciuffena
  - Tour de Sicile :
    - Classement général
    - 2e, 3e et 4e étapes

  - 4e étape et 7e étape du Women's Challenge
  - 1re étape de la Redlands Bicycle Classic
  - 1re, 2e et 5e étapes de Tour de Toona
  - 2e et 3e étapes de Tour de Thuringe
  - Cat's Hill Classic
  - 2e de la Valley of the Sun Stage Race
  - 2e du championnat des États-Unis sur route
- 1996
  - Tour de Sicile  :
    - Classement général
    - 1re, 2e et 4e étapes

  - 2e et 6e étapes du Tour de Thuringe
  - 7e étape du Women's Challenge
  - 1re étape du Memorial Michela Fanini
  - Cat's Hill Classic
  - 2e du Tour de Toona
  - 3e du Tour de Thuringe
  - 3e du Memorial Michela Fanini
  - 4e du championnat du monde sur route